# Rittmeister

Rittmeister (littéralement « maître de chevauchée », soit maître de cavalerie) était un grade militaire d'officier subalterne de cavalerie dans les armées des États germanophones, et sous une forme proche, d'autres États européens. 

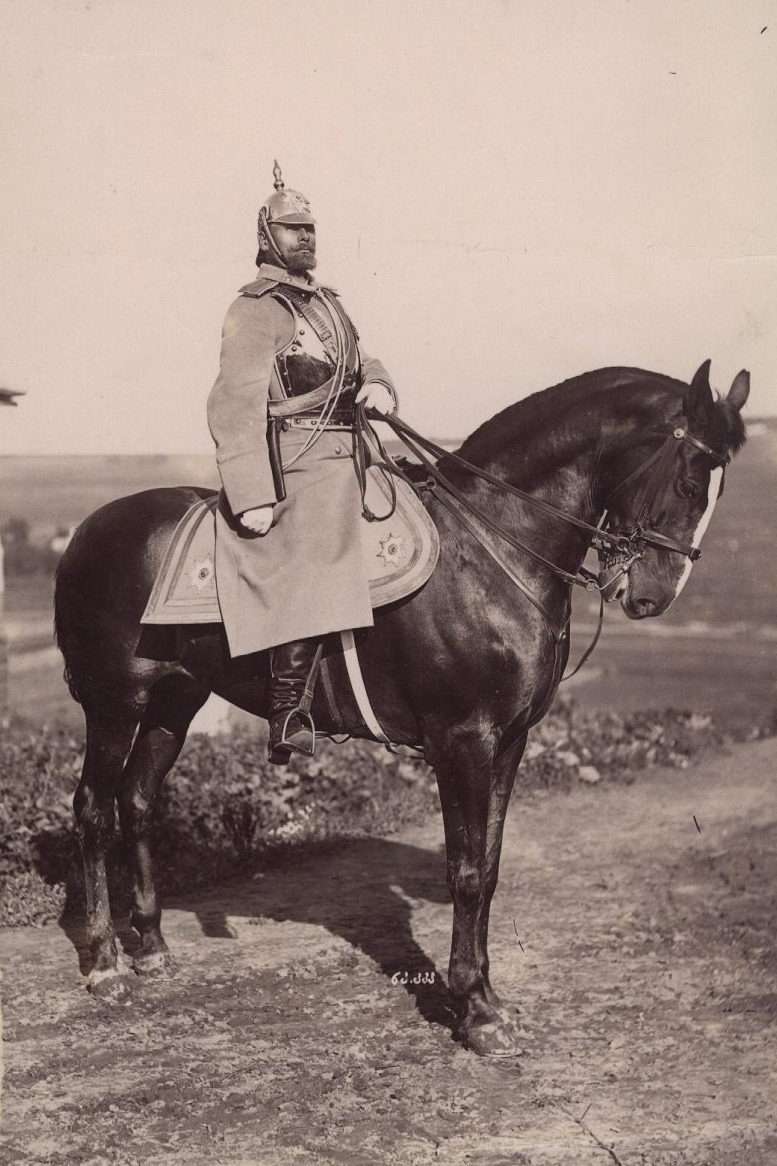
Krasnoye Selo. Rittmeister du régiment Kirassier de Sa Majesté, en uniforme d'hiver, 1892.

Il correspondait à la fonction de commandant d'un escadron et était donc équivalent au grade de capitaine (commandant de compagnie) dans l'infanterie. 
Ainsi, ce grade ne doit pas être rapproché de celui de chef d'escadron, employé dans certaines armes de l'armée française des XXe et XXIe siècles, grade qui est équivalent de celui de commandant dans les autres armes.

## Historique

### États allemands et Autriche des Habsbourg
Ce grade a été utilisé dans les armées des États allemands du Saint-Empire (Prusse, Bavière, Hanovre, etc.), puis de la confédération du Rhin à partir de 1806, (jusqu'à l'unification en 1871) ; ainsi que dans l'armée des Habsbourg d'Autriche, puis, à partir de 1804, de l'empire d'Autriche, enfin, à partir de 1867, en Autriche-Hongrie. 
Le Rittmeister était à la tête d'un escadron, c'est-à-dire d'une compagnie de cavalerie.

### Autres pays
Son équivalent néerlandais, ritmeester, est toujours utilisé pour désigner des officiers de cavalerie de l'armée royale néerlandaise. 
Le mot norvégien rittmester est utilisé pour désigner les officiers de l'infanterie blindée ou mécanisée dans les Forces armées norvégiennes. 
Le nom suédois de ce grade était ryttmästare (utilisé jusqu'en 1960) et son nom danois (utilisé jusqu'en 1951), Ritmester. 
L'armée polonaise avait aussi un grade de rotmistrz, déformation du mot allemand sous l'influence du terme « rota », unité militaire commandée par le rotmistrz.
Ce grade a également existé dans l'Armée impériale russe sous la forme rotmistr (ротмистр) dans les « régiments du nouvel ordre », unités organisées au XVIIe siècle sur le modèle des armées européennes.

## Source
- (en) Cet article est partiellement ou en totalité issu de l’article de Wikipédia en anglais intitulé « Rittmeister » (voir la liste des auteurs).